# Имагаваяки
Имагаваяки (яп. 今川焼き) — японский десерт, который часто встречается на фестивалях, также популярный в Тайване (где он называется chēlún bǐng 車輪餅 или hóngdòu bǐng 紅豆餅).

## Приготовление
Готовится из теста в специальной кастрюле (аналогична вафельнице, но без сотовой структуры) и наполняется сладкой бобовой пастой адзуки, хотя с ростом популярности увеличивается разнообразие начинок: ванильный крем, заварной крем, разнообразные фрукты, варенье, карри, различные мясные и овощные начинки, картофель и майонез. Имагаваяки аналогичны дораяки, но в последних начинка добавляется в блины после приготовления и они часто подаются холодными.

## Названия

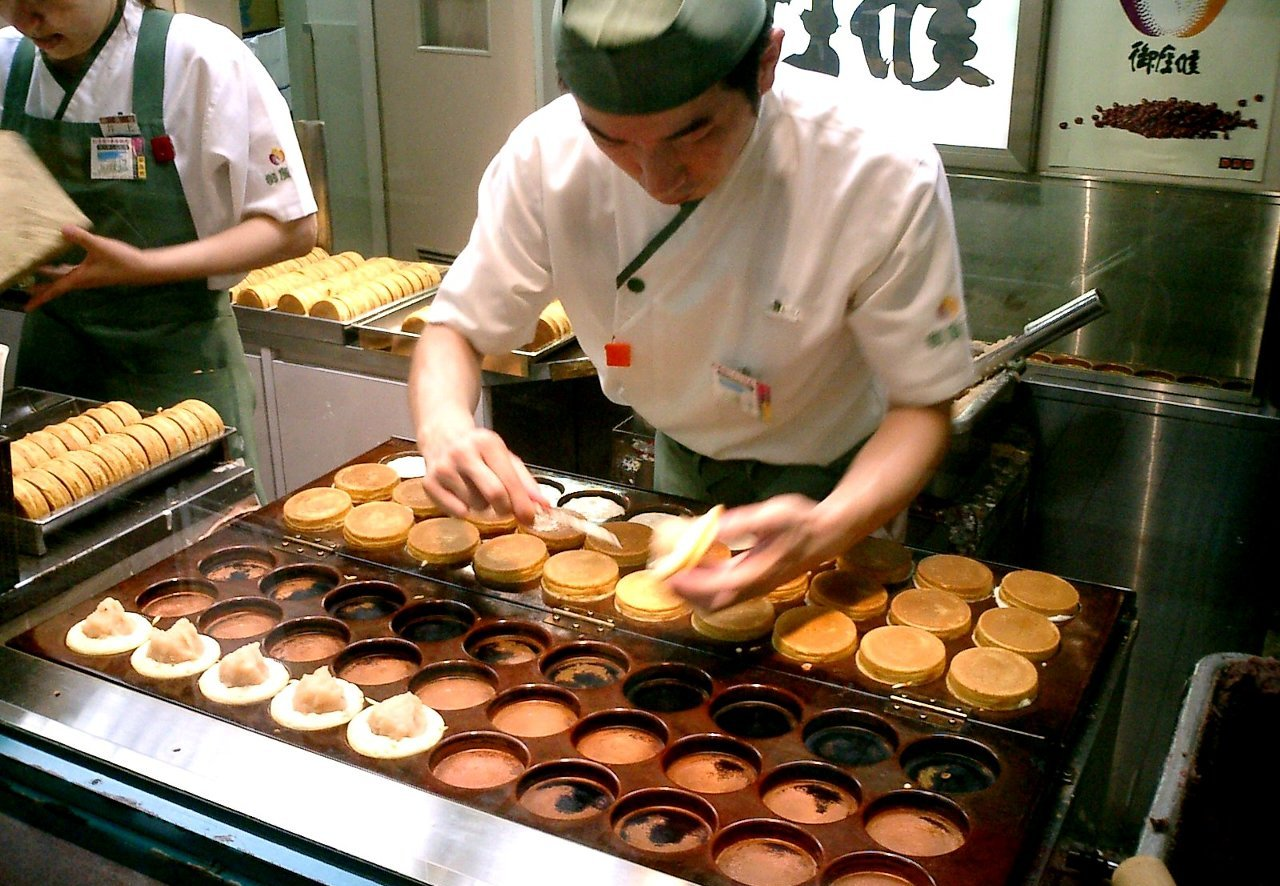
Магазин имагаваяки («gozasōrō») в городе Санномия, Кобе, Япония

Имагаваяки начали продавать вблизи Канда, городов Имагавабаси в период Эдо в годы Анъэй (1772—1781). Название Имагаваяки появилось в это время.
Имагаваяки по-разному называли в разные времена и в разных местах.
- «Обан» (яп. 大判焼き) — основное название в регионе Кансай.
- «Кайтэн» (яп. 回転焼き) или «Кайтэн мандзю» (яп. 回転饅頭) — основное название в регионах Кансай и Кюсю.
- «Нидзю» (яп. 二重焼き)
- «Кобан» (яп. 小判焼き)
- «Гиси» (яп. 義士焼き)
- «Томоэ» (яп. 巴焼き)
- «Тайко» (яп. 太鼓焼き) или «Тайко-мандзю» (яп. 太鼓饅頭)
- «Бунка» (яп. 文化焼き)
- «Тайсё» (яп. 大正焼き)
- «Дзию» (яп. 自由焼き)
- «Фуфу-мандзю» (яп. 夫婦饅頭) или «Фу ман» (яп. フーマン)
- «Ояки» (яп. おやき) — в префектуре Аомори и Хоккайдо, и отличается от «ояки» в префектуре Нагано.
- «Кинцуба» (яп. きんつば) — в префектуре Ниигата и префектуре Фукусима и отличается от «кинцуба» в вагаси.

### По названию магазина или компании
- «Годзасоро» (яп. 御座候) — это название продукта корпорации «Годзасоро», которая была создана в 1950 году в Химэдзи. Происходит от архаичного выражения, означающего «спасибо за покупку»[3].
- «Хигири» (яп. ひぎりやき) — это название продукта корпорации «Савай Хомпо» в префектуре Эхимэ. Оно берет начало в «Хигири дзидзо» возле станции Matsuyama[4].

### Исторические и неактивные
- «Фукко» (яп. 復興焼き, «возрождение») — Песня по случаю возрождения после Большого кантосского землетрясения в 1923 году, упоминается, что «имагаваяки» были переименованы в «фуккояки»[5].